# Стецюра Сергій Олександрович
Сергі́й Олекса́ндрович Стецю́ра (18 липня 2004) — український хокеїст, нападник хокейного клубу «Шторм» (Одеса).

## Життєпис
Народився у Донецьку.
В національній першості з хокею із шайбою дебютував у 2021 році за броварський «БСФК». У сезоні 2022/2023 років грав в іспанській хокейній лізі за клуб «Пучсарда» з однойменного міста. Згодом виступав за херсонський «Дніпро», у складі якого став бронзовим призером національної першості. З липня 2024 року виступає за одеський «Шторм».
Студент Університета Григорія Сковороди в Переяславі.
У 2025 році на зимовій Універсіаді в Турині (Італія) у складі студентської збірної України з хокею здобув бронзову медаль.